# リード工業
株式会社リード工業（リードこうぎょう）は、東京都足立区に本社を置くオートバイ用品の製造、販売をおこなう企業である。

## 会社概要
自動二輪用のヘルメットやグローブ、バイクカバー、盗難防止用のロックなどを製造している。

## 沿革
- 1949年2月22日 - 埼玉県熊谷市において、瀬山政雄が株式会社瀬山商会を設立。自転車部品の製造販売開始
- 1953年4月 - 東京都北区田端に本店を移転。自動車部品とオートバイ部品の販売を開始
- 1955年4月 - 自動車部品の販売からオートバイ部品の販売へと事業転換
- 1960年7月 - 工場を足立区宮城に新設
- 1963年4月 - オートバイ用ボックスの製造販売を開始
- 1965年4月 - オートバイ用ヘルメットの製造販売を開始
- 1967年1月 - オートバイ用風防の製造販売を開始。本店を足立区宮城に移転
- 1970年8月 - 株式会社リード工業に改称
- 1970年9月 - オートバイ用グローブの製造販売を開始
- 1973年1月 - オートバイ用ブーツの製造販売を開始
- 1977年5月 - オートバイ用ヘルメットの量産化を開始
- 1983年1月 - オートバイ用レザーウェアの製造販売開始
- 1985年1月 - 足立区小台に三階建ビルを建築
- 1993年7月 - 足立区宮城に三階建倉庫を建設
- 1993年11月 - オートバイ用車体カバーの製造販売開始
- 1994年5月 - オートバイ用ロックの製造販売開始
- 2004年6月 - エクストリームハーフヘルメット「X-AIR」で2004年度のグットデザイン賞を受賞
- 2005年6月 - エクストリームジェットヘルメット「RAZZO」で2005年度のグットデザイン賞を受賞。
- 2006年5月 - 「RAZZO」の上位モデル「RAZZO II」を発売。X-AIRシリーズ最高のヒット商品となり、エクストリームヘルメットで一時代を築く。
- 2006年10月 - 二輪専用に開発されたHIDキットを主軸に、バルブブランド「RAYFORCE」を立ち上げ、新たな分野への挑戦を図る。
- 2007年8月 - レディス専用ブランド「Street Alice」を新設する。第一弾としてスモールロージェットヘルメット「QP-1」を発売。女性目線のデザインにより、新分野での高評価を得る。